# Odontoblast

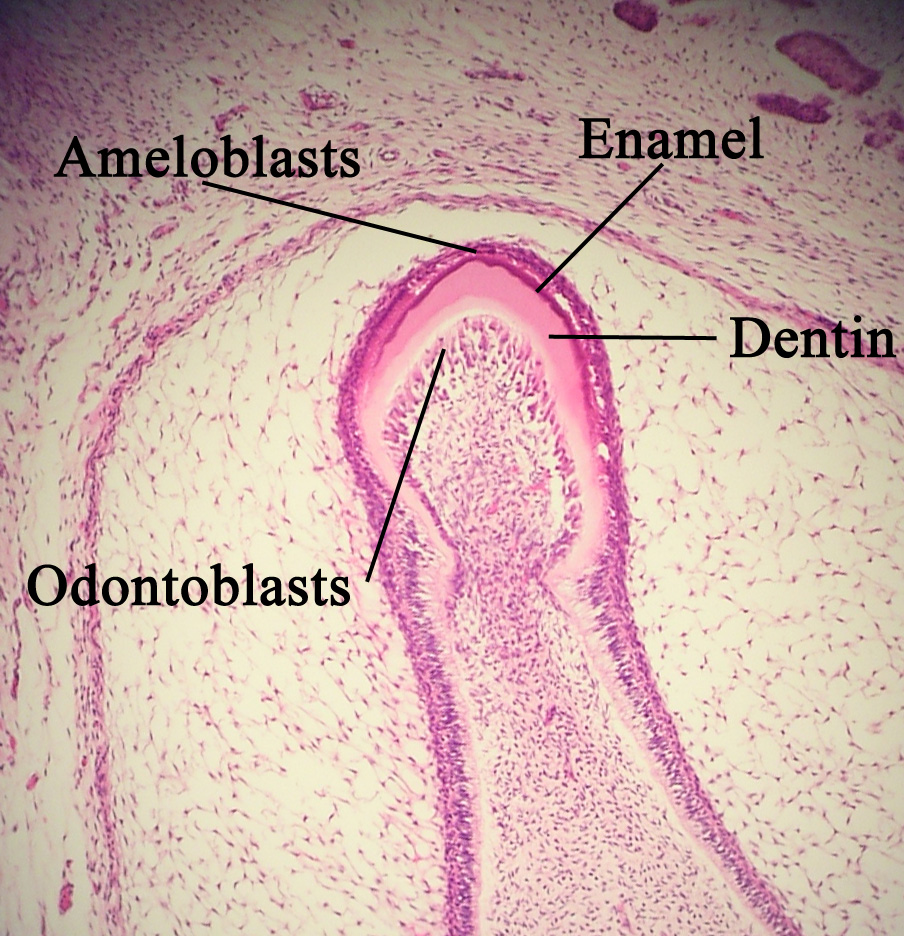
Mikroskopický preparát tvořícího se zubu s vrstvou odontoblastů, (barvení hematoxylin-eozín).

Odontoblasty jsou buňky, které lemují vnitřní povrch zubu a oddělují jej od dřeňové dutiny (cavum pulpae). Začínají se vyskytovat už u 17-18 týdnů starého plodu a vydrží až do smrti organismu, pokud nejsou zničeny nemocemi či nesprávnou péčí o dutinu ústní. Pouze ty v apikální části kořene zubu postupem času samovolně zanikají. Jejich hlavní biologickou funkcí je dentinogeneze - vylučování predentinu, ze kterého mineralizací vznikne dentin (modifikace kostní tkáně, která neobsahuje ani kostní lamely, ani cévy).

## Morfologie
Tyto ektomezenchymální elementy jsou epiteloidně uspořádány jako vysoké, štíhlé, cylindrické buňky. Jejich protáhlé jádro je uloženo spíše v bazální části cytoplazmy, zatím co z apikálního pólu vychází dlouhý, tenký a větvený cytoplazmatický výběžek, tzv. Tomesovo vlákno (fibrae dentini). Jeho vnitřek vystýlá velmi tenká vrstva mukopolysacharidového materiálu.
Tyto vlákna radiálně a v hojném počtu prostupují celou dentinovou matrix v kolmém směru. Vedou malými kanálky nazývanými dentinové (canaliculi dentis), které se na rozhraní dentinu a skloviny bohatě větví a někdy zasahují až do samotné skloviny. Na 1 mm² plochy jich připadá 12 000 až 75 000 a způsobují na preparátech zubů charakteristické radiální žíhání dentinu - Schregerovy proužky (striae dentini alternatae). Kanálky jsou esovitě prohnuty: konvexita prvního ohybu směřuje ke hrotu zubního kořene a nachází se blíže dřeňové dutiny, naopak konvexita druhého ohybu je obrácena ke korunce a leží blíže vnějšího povrchu dentinu. Průměr dentinových kanálků na dřeňové straně dentinu dosahuje 3-4 µm, avšak na distálních koncích se postupně zmenšuje. Mezi sousedními výběžky jsou časté anastomózy, neboli funkční spojení.
V cytoplazmě odontoblastu se nachází vláknité mitochondrie, granulární endoplazmatické retikulum a silně rozvinutý Golgiho komplex. Tomesova vlákna, na rozdíl od těla odontoblastu, mají jen drobné mitochondrie, prakticky postrádají endoplazmatické retikulum a ribosomy, avšak jsou bohaté na mikrotubuly a mikrofilamenta.

## Tvorba dentinu
Predentin je produkován pouze částí buněk přivrácenou k dentinu. Z Golgiho komplexu se odštěpují vakuoly, které putují apikálním směrem. Jejich obsah se zahustí a poté jsou tyto matrixové vezikuly exocytózou uvolňovány z odontoblastu. Obsahují jemné krystaly hydroxyapatitu, které rostou a slouží jako krystalizační jádra pro další ukládání minerálů na okolních kolageních fibrilách, čímž vzniká dentin.
Dentin tvoří hlavní součást zubu. Je to zvápenatělá pojivová tkáň tvrdší než kost, obsahuje 72 %
anorganických látek, převážně hydroxyapatit, jehož destičkovité krystaly jsou menší než krystaly ve sklovině, a 28 % organických látek. Fibrilární složkou mezibuněčné hmoty (substantia cardinalis dentini) je především kolagen I. a amorfní část tvoří proteoglykany obsahující chondroitinsulfát a keratansulfát. Od kostní tkáně se dentin liší tím, že jeho buňky, odontoblasty, neleží uvnitř dentinu v základní hmotě, ale jsou v dutině dřeňové na vnitřním povrchu dentinu.
Dentin existuje ve třech formách, jako primární, sekundární a terciární. Na straně dřeňové dutiny, nejblíže tělu odontoblastů, je úzký pás nemineralizovaného dentinu (von Ebnerův dentin - predentin). Mladší vrstva predentinu leží u těla odontoblastů, starší vrstva predentinu již hraničí s vrstvou mineralizace. Při povrchu dentinu, v blízkosti jeho hranice se sklovinou a cementem, jsou malé okrsky nemineralizovaného nebo jen částečně mineralizovaného dentinu, které jsou patrné na výbrusech jako dutinky. V zubovině kořene u hranice dentinu s cementem tvoří tyto okrsky souvislou zrnitou vrstvu Tomesovu (granulární seu globulární), kde začíná mineralizace a pokračuje do predentinu. V poblíž dentino-sklovité hranice, v rozsahu korunky, jsou tyto nezvápenělé okrsky větší a označují se jako interglobulární lakuny Czermakovy. Dentin, vzniklý do ukončení vývoje zevního tvaru zubu, nazýváme primární dentin.
Dentin druhotný (sekundární) se tvoří po celý život podél Tomesových vláken jako tzv.
dentin cirkumpulpární, plášťový a interdentin. Nejblíže sklovině je tzv. plášťový dentin, obsahující
svazečky kolageních alfa-vláken (tzv. Korffova vlákna). Cirkumpulpární dentin obklopuje úsek
výběžků odontoblastů vzdálenější od jejich těla, vytváří se nárazovitě a střídavé usazování
metachromatických látek podmiňuje optické efekty, tzv. Ebnerovy pruhy (fibrae tangentales dentini). Intertubulární, interglobulární a peritubulární dentin jsou vrstvy mající různý obsah
vápníku. Intertubulární dentin je bohatý na kolagenní vlákna, kdežto dentin peritubulární na
vápenné krystalky.
Při odvápnění dentinu vzniká mezi vnitřní plochou dentinového kanálku a povrchem Tomesova vlákna mezera tzv. Neumannova pochva. Prostor může sloužit k šíření patologických procesů v zubovině. Při některých metabolických poruchách jsou Ebnerovy pruhy tak výrazné, že jsou viditelné i makroskopicky pouhým okem a pak mohou být označovány jako pruhy Owenovy.
V dentinu všech zubů se nalézá neonatální neboli porodní pruh (linea neonatorum), který je důsledkem dvoutýdenního přerušení mineralizace dentinu i sklovinné substance v době po narození.
Novotvorba dentinu po prořezání zubu může být potencována vznikajícím kazem nebo tlakovým opakovaným traumatem. Tento terciární dentin vzniká účelově v místech vystavených traumatu a chronickému dráždění a je také označován jako reaktivní, náhradní, obranný a atypický. Obsahuje více krystalků apatitu než dentin sekundární, má nepravidelnou strukturu a podílí se na postupném zužování a zmenšování dřeňové dutiny. Dentinové kanálky jsou nepravidelné, někdy i chybějí. Jindy dochází i k zabudování odontoblastů do matrix dentinu, kvůli čemuž pak tyto odontoblasty rychle odumírají.